# Ga Jongno 5(o)-ga
Ga Jongno 5(o)-ga (Tiếng Hàn: 종로5가역, Hanja: 鍾路5街驛) là ga trên Tàu điện ngầm Seoul tuyến 1. Nó nằm bên dưới Jongno, một đường phố lớn ở trung tâm thành phố Seoul. Tên phụ của ga là Samyang Group.

## Lịch sử
- 15 tháng 8 năm 1974: Công việc kinh doanh bắt đầu với việc khai trương Tàu điện ngầm Seoul tuyến 1
- Tháng 4 năm 2021: Tu sửa nhà ga hoàn thành

## Bố trí ga
| ↑ Dongdaemun       |
| \| S/B             |
| Jongno 3(sam)-ga ↓ |

| Hướng Bắc | ●Tuyến 1 | ← Hướng đi Dongdaemun · Sinseol-dong · Cheongnyangni · Yeoncheon |
| Hướng Nam | ●Tuyến 1 | → Hướng đi Seoul · Sindorim · Incheon · Sinchang →               |

## Xung quanh nhà ga
- Chợ Gwangjang
- Trung tâm phúc lợi hành chính Jongno 5-ga
- Trung tâm phúc lợi hành chính Jongno 6-ga
- Bưu điện Jongno 5-ga-dong
- Jongmyo
- Phòng giáo dục quận trung tâm Seoul
- Cheonggye 4-ga
- Cheonggye 5-ga (Cầu Majeon)
- Cheonggyecheon
- Chợ Pyeonghwa
- Đồn cảnh sát Seoul Hyehwa
- Trường tiểu học Seoul Hyoje
- Công viên trung tâm đào tạo
- Ngân hàng Shinhan Trung tâm Tài chính Trung tâm Jongno
- Ngân hàng Shinhan Chi nhánh Jongno 6
- Ngân hàng Shinhan Chi nhánh chợ Jongno Gwangjang
- Trung tâm nghệ thuật Doosan
- Hướng đi ngã tư Ihwa
- Liên đoàn Kitô giáo Hàn Quốc

## Hình ảnh

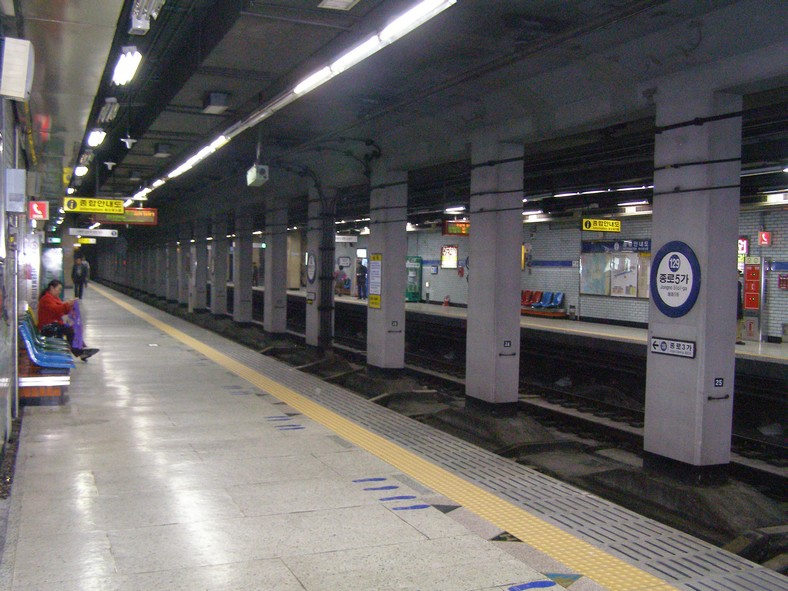
Sân ga (Trước khi lắp đặt cửa chắn)
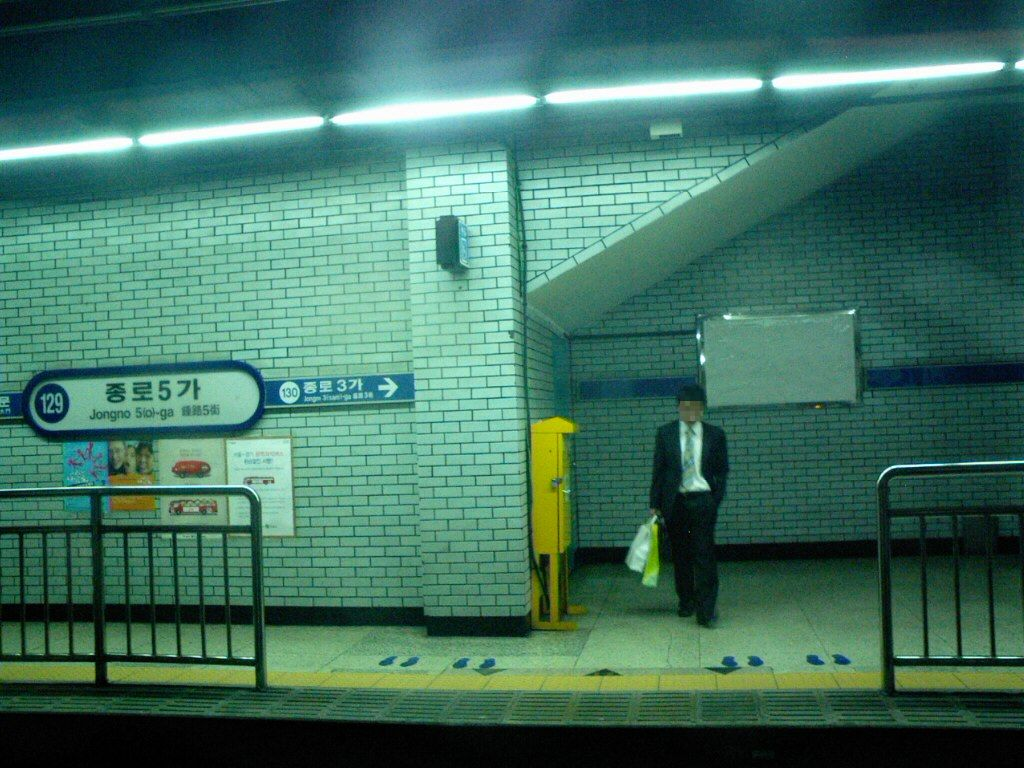
Sân ga (Trước khi lắp đặt cửa chắn)